# Ignacio Zaragoza, Ocozocoautla de Espinosa
Ignacio Zaragoza är en ort i Mexiko.   Den ligger i kommunen Ocozocoautla de Espinosa och delstaten Chiapas, i den sydöstra delen av landet, 700 km sydost om huvudstaden Mexico City. Ignacio Zaragoza ligger 845 meter över havet och antalet invånare är 1 675.
Terrängen runt Ignacio Zaragoza är huvudsakligen lite kuperad. Ignacio Zaragoza ligger nere i en dal. Runt Ignacio Zaragoza är det ganska glesbefolkat, med 47 invånare per kvadratkilometer. Närmaste större samhälle är Ocozocoautla de Espinosa, 18,3 km norr om Ignacio Zaragoza. I omgivningarna runt Ignacio Zaragoza växer huvudsakligen savannskog.